# Gonçalo Amorim
Gonçalo Amorim (Porto, 1976) é um ator e encenador português.
Começou por estudar Antropologia mas acabou por se formar em Teatro pela Escola Superior de Teatro e Cinema.
Já trabalhou, entre outros, com o Teatro o Bando, os Primeiros Sintomas, o Útero, os Artistas Unidos e a companhia Olga Roriz.
Em cinema, já trabalhou com Raquel Freire, Edgar Feldman e José Filipe Costa.
Em 2007, ganhou ex-aequo, o prémio da crítica, atribuído pela A.P.C.T., pela sua encenação de "Foder e ir às compras", de Mark Ravenhill.
É diretor artístico do Teatro Experimental do Porto (TEP), desde 2012 e director artístico do Festival Internacional Teatro de Expressão Ibérica (FITEI) desde 2014.